# Эген, Ульрих
Ульрих Эген (нем. Ulrich Egen; 24 августа 1956, Фюссен, Германия) — немецкий хоккеист и тренер. Игрок сборной Западной Германии по хоккею с шайбой, участник Олимпийских игр 1980 года в Лейк-Плэсиде.

## Биография
Родился в Фюссене в 1956 году в семье хоккеиста Маркуса Эгена. Воспитанник хоккейного клуба «Фюссен», в 1978 году дебютировал за клуб в высшей лиге ФРГ. В том же году был вызван в сборную Западной Германии, выступал за команду на чемпионате мира по хоккею с шайбой.
С 1982 по 1985 год выступал за «Дюссельдорф», с 1987 по 1990 — за «Айнтрахт» в высшей лиге Германии. Всего в чемпионате ФРГ сыграл 339 встреч, забросил 185 шайб и отдал 268 голевых передач. За сборную Германии выступал на Олимпийских играх 1980 года, а также на трёх чемпионатах мира — 1979, 1980 и 1982 года.
После окончания карьеры игрока работал на тренерских и управленческих позициях в немецких командах. Ныне возглавляет команду третьей лиги «Прессен Берлин».